# Rafael Bertran Montserrat
Rafael Bertran Montserrat   (Cervelló, 17 de novembre de 1924 - Barcelona, 14 de juny de 2003) va ser un escriptor llicenciat en Filosofia i Lletres per la Universitat de Barcelona, on va ser professor a la Facultat de Filosofia. Era, també, llicenciat en Dret i graduat en Estudis Socials. Finalista del Premi Ciutat de Barcelona l'any 1959, en la categoria de Teatre amb El tren a Liverpool, la seva obra de teatre més coneguda i representada, amb més de 100 funcions consecutives a la seva estrena a Barcelona al Teatre Candilejas a càrrec del director Esteve Polls. També se'l coneixia pels seus articles sobre el fet sociològic-teatral al diari La Vanguardia. Soci del Teatre Goya, fou cofundador de l’editorial Edi-Liber.

## Biografia
Escriptor, empresari, filòsof i advocat, provenia d’una família treballadora i emprenedora, a Cervelló, poble on va néixer i on va viure fins als 17 anys. Era una família amb molta inquietud cultural i artística, fet que el va vincular des de ben petit al món del teatre, que és on ell se sentia més a gust. El seu pare va ser també actor i director de teatre, com el seu germà gran, Ramon; el seu germà Àngel Bertran, pintor i la seva germana Rosa, actriu. Rafael Bertran va néixer l’any que va morir Àngel Guimerà, amic del seu pare. Una casualitat que va viure com un senyal.
Autor d’un nombrós volum d’escrits, té 22 llibres publicats, entre els quals destaquen les novel·les Dins l'Hivernacle (1984), L'amiga (1984), El trapezi (1992), El Casament serà a l'Octubre (1994) i Miratges de l'illa (1998), en les que posa en relleu un profund coneixement humà i reeiximent en la preferència de donar vida a personatges femenins expressats d'una manera atraient i viva, aprofundint en la seva psicologia d’una manera sorprenent.
Va escriure també una trilogia de poesia-pensament composta per els llibres Ser entre els altres, Els camins hi són i L’ara que ens deixa viure, on relata els seus grans neguits: el temps, la gestió d’aquest temps entre el treball i les hores desitjades per escriure, la convivència amb els altres i el pas per la vida.
Va ser autor, a més, de les obres de teatre La boira entre nosaltres; Skanina i Pretext estrenades al Teatre Candilejas i L'extraordinaria vida de Dol i Jo, estrenada l'any 1962 al Teatre Romea, i interpretada per Maife Gil i Mercè Bruquetas, o Francesca.
Publicà alhora els llibres de poemes: On hi hagi un amic i Amb les mans de la meva mirada, aquest darrer il·lustrat amb molta sensibilitat per Elisenda Capdevila. També El mar per companyia, el seu darrer llibre publicat, l'any 2000, amb impressions sobre dos llocs molt estimats per a Rafael Bertran, El Port de la Selva i La Cabanya, a Castell d’Aro.